# Dry Cleaning
Dry Cleaning – brytyjski zespół post-punkowy, założony w 2018 roku. Jego debiutancki album, New Long Leg, wydany 2 kwietnia 2021 roku, doszedł do 4. miejsca na brytyjskiej liście przebojów UK Albums Chart oraz do 1. miejsca na liście albumów niezależnych, UK Independent Albums.

## Historia i kariera muzyczna
Dry Cleaning powstał w Londynie w 2017 roku, kiedy spotkali się: gitarzysta Tom Dowse, basista Lewis Maynard i perkusista Nick Buxton aby grać instrumentalny post-punk inspirowany muzyką takich zespołów, jak: The Feelies, The Clean i The B-52’s. Wszyscy trzej przedtem występowali w różnych zespołach, zarówno razem, jak i osobno. W 2018 roku do zespołu dołączyła Florence Shaw, artystka wizualna i wykładowca uniwersytecki, która dodała do utworów swój mówiony wokal. Tom Dowse znał wcześniej Shaw, z którą zarówno studiował, jak i pracował, najpierw jako student Royal College of Art, a następnie wykładowca uniwersytecki. Shaw nigdy wcześniej nie występowała na scenie jako artystka i choć jej głos brzmi dość pewnie, to przyznaje, że nabranie pewności siebie na scenie to ciągły proces:

Musisz znaleźć inne rzeczy, które zajmą twój umysł podczas występu.

Następne miesiące 2018 roku zespół spędził na próbach dopracowując brzmienie. Jego muzyczne zainteresowania zdradzały fascynację post-punkiem pierwszej fali: Wire, Magazine, czasami nawet Joy Division. 24 września tego samego roku zespół zadebiutował EP-ką Sweet Princess, wydaną własnym nakładem jako digital download (6 plików FLAC). Jeden z utworów EP-ki, „Magic Of Meghan”, nawiązuje do zakończenia związku Florence Shaw z jej partnerem, który miał miejsce w dniu ogłoszenia zaręczyn Meghan Markle i księcia Harry’ego.
10 września 2019 roku zespół udostępnił za pośrednictwem swojej strony na YouTube piosenkę „Sit Down Meal” zapowiadając tym samym wydanie 25 października EP-ki Boundary Road Snacks and Drinks.
Pod koniec 2020 roku zespół podpisał kontrakt nagraniowy z wytwórnią 4AD, po czym wydał singiel „Scratchcard Lanyard”. W nakręconym do niego teledysku ukazana została głowa Florence Shaw, unosząca się w miniaturowym barze. Wypełniająca całą scenę twarz wokalistki przygląda się niepokaźnym kukiełkom DJ-a i barmana wygłaszając jednocześnie oschły monolog. 

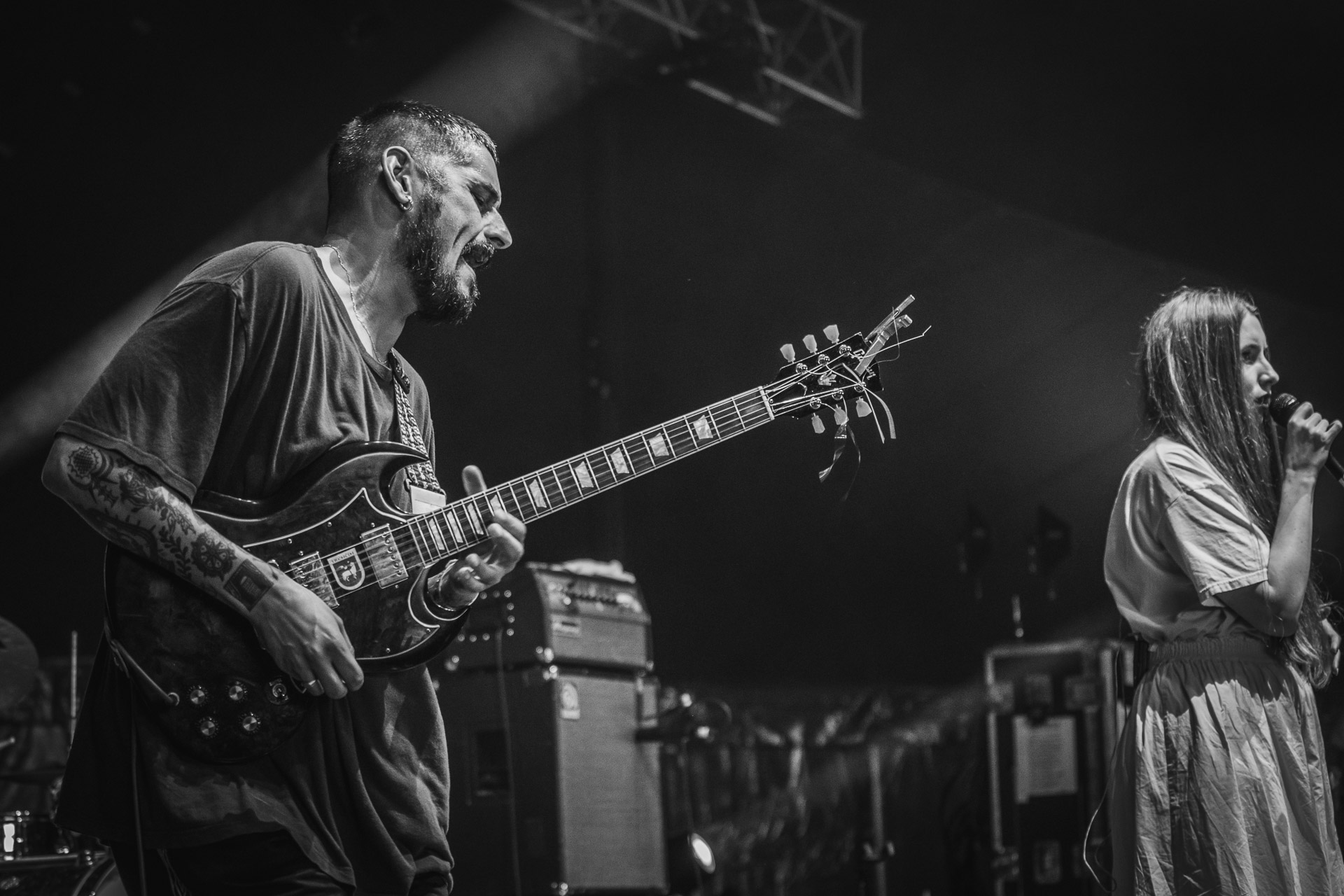
Dry Cleaning na Wide Awake Festival (2021)

9 lutego 2021 roku zespół zapowiedział na 2 kwietnia wydanie nakładem 4AD swego debiutanckiego albumu, New Long Leg. Zapowiedzi towarzyszył teledysk „Strong Feelings”. Materiał muzyczny albumu wypełniła niespokojna, instrumentalna muzyka, połączona ściśle z mówionymi wokalami Florence Shaw. Tematyka tekstów dotyczyła takich spraw jak: dysocjacja, eskapizm, marzenia, uczucia miłości, gniewu, zemsty, niepokoju, sprawy kulinarne i inne. Shaw wyjaśniając tytuł albumu stwierdziła: „tytuł jest niejednoznaczny; nowa długa noga może być drogim prezentem, wzrostem lub naprawą stołu”. 9 kwietnia album doszedł do 4. miejsca na brytyjskiej liście przebojów UK Albums Chart oraz do 1. miejsca na liście albumów niezależnych, UK Independent Albums. Według serwisu Metacritic album zyskał 86 punktów na 100 i powszechne uznanie na podstawie 21 recenzji krytyków. W pozostałych serwisach zbierających recenzje i wystawiających średnią ocenę album zyskał odpowiednio: 84 punkty na 100 w Album of the Year na podstawie 35 recenzji krytycznych i 8.1 na 10 w AnyDecentMusic? na podstawie 24 recenzji krytycznych.
Równolegle z działalnością muzyczną wszyscy czterej członkowie zespołu nadal pracują na etatach – Florence Shaw i Tom Dowse są wykładowcami uniwersyteckimi, Nick Buxton konstruuje meble, a Lewis Maynard pracuje z dorosłymi mającymi problemy z nauką. Na pytanie, czy zespół poświęciłby te zajęcia dla rockowej sławy, gdyby miał taką możliwość, Dowse odpowiedział:

Staramy się nie wybiegać za daleko przed siebie. Rock’n’rollowa sława i fortuna to kapryśny świat, wiesz?

Swój kolejny album, Stumpwork Dry Cleaning nagrał pod koniec 2021 roku w Walii, w tym samym studiu (Rockfield Studios), w którym nagrał poprzedni album), ponownie współpracując z producentem Johnem Parishem i inżynierem dźwięku Joe Jonesem. 14 czerwca 2022 roku zespół zapowiedział wydanie albumu na 21 października 2022 roku za pośrednictwem wytwórni 4AD. Singlem promującym go był „Don't Press Me”, a do utworu powstał animowany teledysk stworzony przez Petera Millarda, udostępniony przez zespół na swoim kanale na YouTube.

## Wyróżnienia
W 2020 roku zespół został umieszczony przez NME na jego liście 100 kluczowych artystów – The NME 100: Essential new artists for 2020, a przez magazyn DIY na liście Class of 2020 z uzasadnieniem: „Przeszedłszy drogę od grupki kumpli robiących dziwne hałasy w szafce do jednej z najbardziej gorących nowych grup w kraju, Dry Cleaning są dokładnie takim zespołem, jakiego teraz potrzebujemy”.

## Dyskografia

### Albumy
Lista według Discogs:
- New Long Leg (2021)
- Stumpwork (2022)

### EP
Lista według Discogs:
- Sweet Princess (2019)
- Boundary Road Snacks and Drinks (2019)
- Tascam Tapes (2021)
- Swampy (2023)

### Single
Lista według Discogs:
- „Scratchcard Lanyard”/„Bug Eggs” (2020)
- „Bug Eggs”/„Tony Speaks!” (2021)
- „Don’t Press Me” (2022)